# Église Saint-Benoît de Saint-Benoît (La Réunion)
Pour les articles homonymes, voir Église Saint-Benoît.
L'église Saint-Benoît est une église catholique de l'île de La Réunion, département d'outre-mer français dans le sud-ouest de l'océan Indien. Située sur le territoire de la commune de Saint-Benoît, elle est inscrite à l'inventaire supplémentaire des Monuments historiques le 16 juin 1997, puis, à la suite d'un nouvel arrêté annulant le précédent, le 26 janvier 2012. Cette protection comprend les peintures du chœur, la fontaine et le beffroi, avec le sol.

## Histoire
La première pierre de l'église actuelle fut posée le 27 septembre 1840 par le contre-amiral de Hell et bénie par monseigneur Poncelet, préfet apostolique. Le bâtiment devait coûter 180 000 Francs à la commune. Il fut maintes fois réparé, notamment après le cyclone de 1850 qui emporta le clocher et le toit. Les cloches dates de 1860 et furent bénites par monseigneur Maupoint. 
La création d'une paroisse à Saint-Benoit était en projet dès 1716. En effet, on peut lire dans un rapport adressé par la Compagnie du Conseil du Roy le 11 décembre 1716 que " il y a trois paroisse...dans quelques années il y en aura deux autres" (Saint-Benoit et Saint-Louis). 
Le 12 septembre une commission fut nommée pour fixer l'emplacement de l'église. Le 16, la commission décida que l'église serait édifiée au lieu-dit Petite Montée (actuellement Montée Collège) sur un terrain appartenant à Pierre Lebeau. 
En 1735, une première église fut achevée mais devint trop petite dès 1755. Elle avait en outre l’inconvénient que si l'on tenait pas  "les portes de côte bien fermées, le vent ordinaire dans le pays, que l'on nomme en termes de marine, la brise, peut fort bien décoiffer d'une seule bouffée et les prêtres célébrants et les autels qui y sont adossés". Cette première église de Saint-Benoit, avait été construite entre le cimetière et la route nationale. Devenue trop petite, envahie par les chauves souris, elle fut remplacée en 1840 par l'édifice actuel, dont les vitraux ont été mis en place en 1963. 
Une cloche, portant l'inscription « Julien Huet m'a faite en l'an 1768 », et apportée par voie de mer en 1770 subsiste de l'ancienne église. Elle a été placée dans le clocher de l'église Sainte-Madeleine à Bras-Madeleine.